# San Cayetano de Santiago
Santiago (llamada oficialmente Santiago de San Caetano) es una parroquia española del municipio de Santiago de Compostela, en la provincia de La Coruña, Galicia.
La sede parroquial es la Iglesia de San Cayetano, fundada en 1701 por el Capitán Bartolomé de Verea y Vázquez y su esposa Ángela de Cora y Ponte y Andrade.

## Otras denominaciones
La parroquia también se denomina San Cayetano de Santiago o San Caetano de Santiago.

## Entidades de población
Entidades de población que forman parte de la parroquia:
- Bálsoma
- Barral[4] (O Barral)
- Escarabuña[5] (A Escarabuña)
- Boisaca
- Garabal
- Paradela
- Pereiras[6] (As Pereiras)
- Rebordaos
- San Silvestre
- Son de Abaixo
- Son de Arriba
- Vilares[7] (Os Vilares)
- Xesteira[8] (A Xesteira)

Aparecen en el noménclator, pero no en el INE, los siguientes lugares:
- Mallou de Arriba
- Meixón-Frío[9] (O Meixonfrío)

## Demografía
| Gráfica de evolución demográfica de Santiago entre 2000 y 2024 |
|                                                                |
| Datos según el nomenclátor publicado por el INE.               |